# Hamswehrum
Hamswehrum is een dorp in de Duitse deelstaat Nedersaksen. Het valt bestuurlijk onder de gemeente Krummhörn, gelegen in de Landkreis Aurich in Oost-Friesland. De plaats ligt circa 2 kilometer van de Noordzee en telt 469 inwoners (2012).
Hamswehrum ligt aan de Landstraße 2 die het met Groothusen en Upleward verbindt. Het dorp wordt in 1375 voor het eerst in een schriftelijke bron genoemd en is vermoedelijk gesticht door de bewoners van een verdwenen plaats ("Hamswehr" of "Hayenswehr"). In de geschiedenis van de plaats duiken steeds weer gebouwen als de Gele burcht op. Tegenwoordig herinnert alleen een naar deze burcht genoemde boerderij hier nog aan. De 15e-eeuwse kerk werd in 1967 afgebroken en werd in het jaar daarop vervangen door een nieuwe kerk.
De bevolking leeft van landbouw en toerisme.
Campen · Canum · Eilsum · Freepsum · Greetsiel · Grimersum · Groothusen · Hamswehrum · Jennelt · Loquard · Manslagt · Pewsum · Pilsum · Rysum · Upleward · Uttum · Visquard · Woltzeten · Woquard

Nedersaksen: Steden en gemeenten      Duitsland: Deelstaten · Gemeenten